# 23179 Niedermeyer
23179 Niedermeyer è un asteroide della fascia principale. Scoperto nel 2000, presenta un'orbita caratterizzata da un semiasse maggiore pari a 2,2343476 UA e da un'eccentricità di 0,1331697, inclinata di 3,75559° rispetto all'eclittica.